# 1997
1997（千九百九十七、一九九七、せんきゅうひゃくきゅうじゅうなな、せんきゅうひゃくきゅうじゅうしち）は、自然数また整数において、1996の次で1998の前の数である。

## 性質
- 1997は302番目の素数である。1つ前は1993、次は1999。
  - 約数の和は1998。
- 1997と1999は61番目の双子素数である。1つ前は (1949, 1951) 、次は (2027, 2029) 。
- 121番目の非正則素数である。1つ前は1993、次は2003。
- 19…97 の形の2番目の素数である。1つ前は197、次は19997。(オンライン整数列大辞典の数列 A177135)
- 末尾の2桁が97の10番目の素数である。1つ前は1697、次は2297。(オンライン整数列大辞典の数列 A244778)
- 1/1997 は循環節の長さ998の循環小数である。
  - 逆数が循環小数になる数で循環節が998になる最小の数である。次は3994。
- 1997 = 292 + 372
  - 異なる2つの平方数の和で表せる569番目の数である。1つ前は1994、次は2000。(オンライン整数列大辞典の数列 A004431)
- 1997 = 33 + 83 + 93 + 93
  - 4つの正の数の立方数の和で表せる623番目の数である。1つ前は1995、次は1998。(オンライン整数列大辞典の数列 A003327)
- 各位の和が26になる9番目の数である。1つ前は1988、次は2699。
  - 各位の和が26になる数で素数になる3番目の数である。1つ前は1979、次は2699。(オンライン整数列大辞典の数列 A106764)

## その他 1997 に関連すること
- 『ニューヨーク1997』(Escape from New York)は、1981年のアメリカ映画。
- 『琵琶湖要塞1997』は、荒巻義雄の小説。
- 1997 (Skoop On Somebodyのアルバム)